# Пежо тип 36
Пежо тип 36 (фр. Peugeot Type 36) је био аутомобил произведен између 1901. и 1902. од стране француског произвођача аутомобила Пежо у њиховој фабрици у Оданкуру. У том периоду је произведено 111 јединица. То је први Пежоов модел који уместо такозваног кормила имао волан.
Аутомобил је покретао Пежоов четворотактни, једноцилиндрични мотор снаге 5-8 КС и запремине 1056 cm³. Мотор је постављен позади и преко ланчаног преноса давао погон на задње точкове. Максимална брзина је била 25 и 30 км/ч.
Међуосовинско растојање је 1550 мм. Дужина возила је 2600 мм и висина 1550 цм. Облик каросерије је био tonneau и спајдер са местом за четири особе.

## Галерија
- Пежо тип 36
- Пежо тип 36
- Пежо тип 36